# Lili Simmons
Pour les articles homonymes, voir Simmons.
Lili Simmons est une actrice américaine née le 23 juillet 1993 à La Jolla, à San Diego, en Californie. Elle est notamment connue pour son rôle dans Banshee.

## Biographie
Elle est mannequin depuis ses 16 ans.
Lili Simmons a joué notamment dans les séries télévisées True Detective, Banshee et Westworld, ainsi que dans les films Fat Kid Rules the World et Le Geek Charmant.

## Filmographie

### Cinéma
- 2012 : Fat Kid Rules the World de Matthew Lillard : Isabel
- 2015 : Bone Tomahawk de S. Craig Zahler : Samantha O'Dwyer
- 2017 : Bad Match de David Chirchirillo : Riley
- 2017 : Dirty Lies' de Jamie Marshall : Michelle
- 2021 : Conductor d'Alex Noyer : Marie Sotker

### Télévision
- 2010 : Hollywood is like high school with money (Téléfilm) : Quinn Whitaker
- 2010 : Zeke et Luther (Série TV) : Mia
- 2011 : Mr. Sunshine (Série TV) : Une adolescente chaude
- 2011 : Le Geek Charmant (Geek Charming) (Série TV) : Lola
- 2012 : Vegas (Série TV) : Fay Binder
- 2012 : Jane by Design (Série TV) : Piper Grace
- 2013-2016 : Banshee (Série TV) : Rebecca Bowman
- 2013-2016 : Banshee Origins (Série TV) : Rebecca Bowman
- 2014 : True Detective (Série TV) : Beth
- 2014 : Hawaii 5-0 (Série TV) : Amber Vitale / Melissa Armstrong
- 2016-2018 : Westworld (Série TV) : Nouvelle Clementine
- 2017 : Ray Donovan : Natalie James
- 2018 : The Purge (Série TV) : Lila Stanton
- 2018 : New York, unité spéciale (Law & Order: Special Victims Unit) (saison 20, épisode 5) : Gina Goodrich
- 2019 : Gotham (Série TV) : Selina Kyle/Catwoman (saison 5, épisode 12)
- 2021 : Power Book IV: Force (Série TV) : Claudia Flynn
- 2022 : Westworld (Série TV) : Sophia[2]